# Macchina di Galton

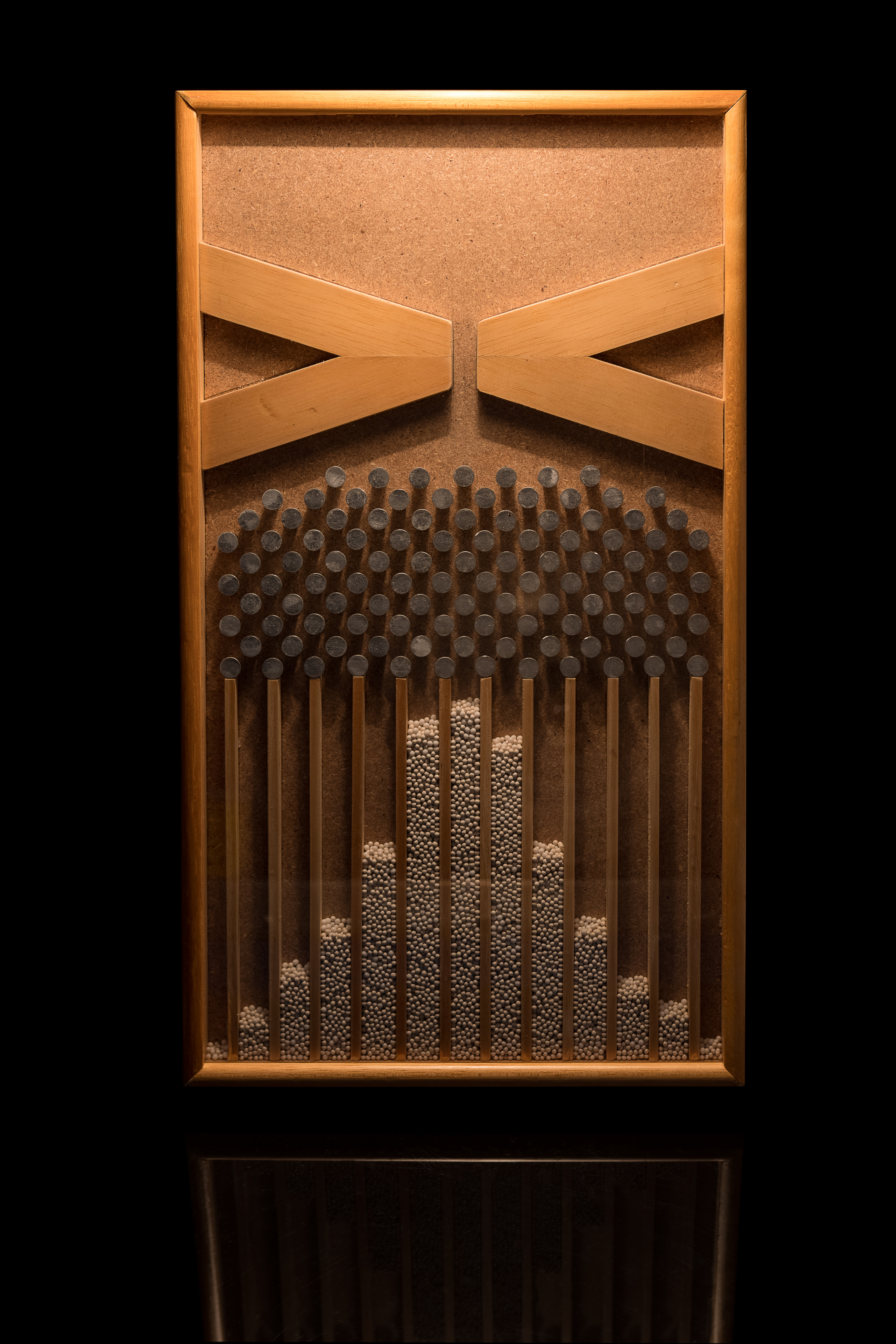
Macchina di Galton

La macchina di Galton (detta anche "scatola di Galton", o "quinconce" ) è un dispositivo inventato da Sir Francis Galton per fornire una dimostrazione pratica del teorema del limite centrale e della distribuzione normale.

## Caratteristiche
Consiste in un piano verticale, sul quale sono piantati perpendicolarmente dei chiodi (o pioli) posizionati secondo la configurazione del quinconce (ossia come la rappresentazione del numero 5 sulla faccia di un comune dado da gioco). Da una fessura, posta in cima a tale piano, vengono fatte cadere delle palline (le quali, urtando i chiodi, si dirigono verso destra o verso sinistra). Sul fondo sono collocati dei contenitori cilindrici, dove le palline si depositano l'una sull'altra, formando delle pile. Al termine dell'esperimento, le altezze di queste pile assumono approssimativamente la forma di una curva a campana, tipica delle variabili casuali normali.
Sovrapponendo un triangolo di Tartaglia alle teste dei chiodi, si può intuire la probabilità con cui una pallina può seguire i diversi percorsi per passare attraverso i chiodi. Esistono vari giochi il cui funzionamento è simile a quello della macchina di Galton, tra cui il bagatelle e il pachinko.

## Distribuzione delle palline
Se una pallina devia a destra per {\displaystyle k} volte durante la sua caduta (e a sinistra per i restanti chiodi), allora finirà nel {\displaystyle k}-esimo contenitore a partire da sinistra se il primo contenitore è denotato col numero 0. Denotando con {\displaystyle n} il numero di righe di chiodi in una macchina di Galton, il numero di percorsi verso il {\displaystyle k}-esimo contenitore sul fondo è dato dal coefficiente binomiale {\displaystyle {n \choose k}}. Se la probabilità delle deviazioni verso destra su un chiodo è {\displaystyle p} (che vale 0,5 in caso di equiprobabilità), la probabilità che la pallina finisca nel {\displaystyle k}-esimo contenitore è pari a {\displaystyle {n \choose k}p^{k}(1-p)^{n-k}}, che è la funzione di probabilità della distribuzione binomiale.
Per il teorema del limite centrale la distribuzione binomiale approssima quella normale nell'ipotesi che {\displaystyle n} sia grande a piacere.

## Esempi

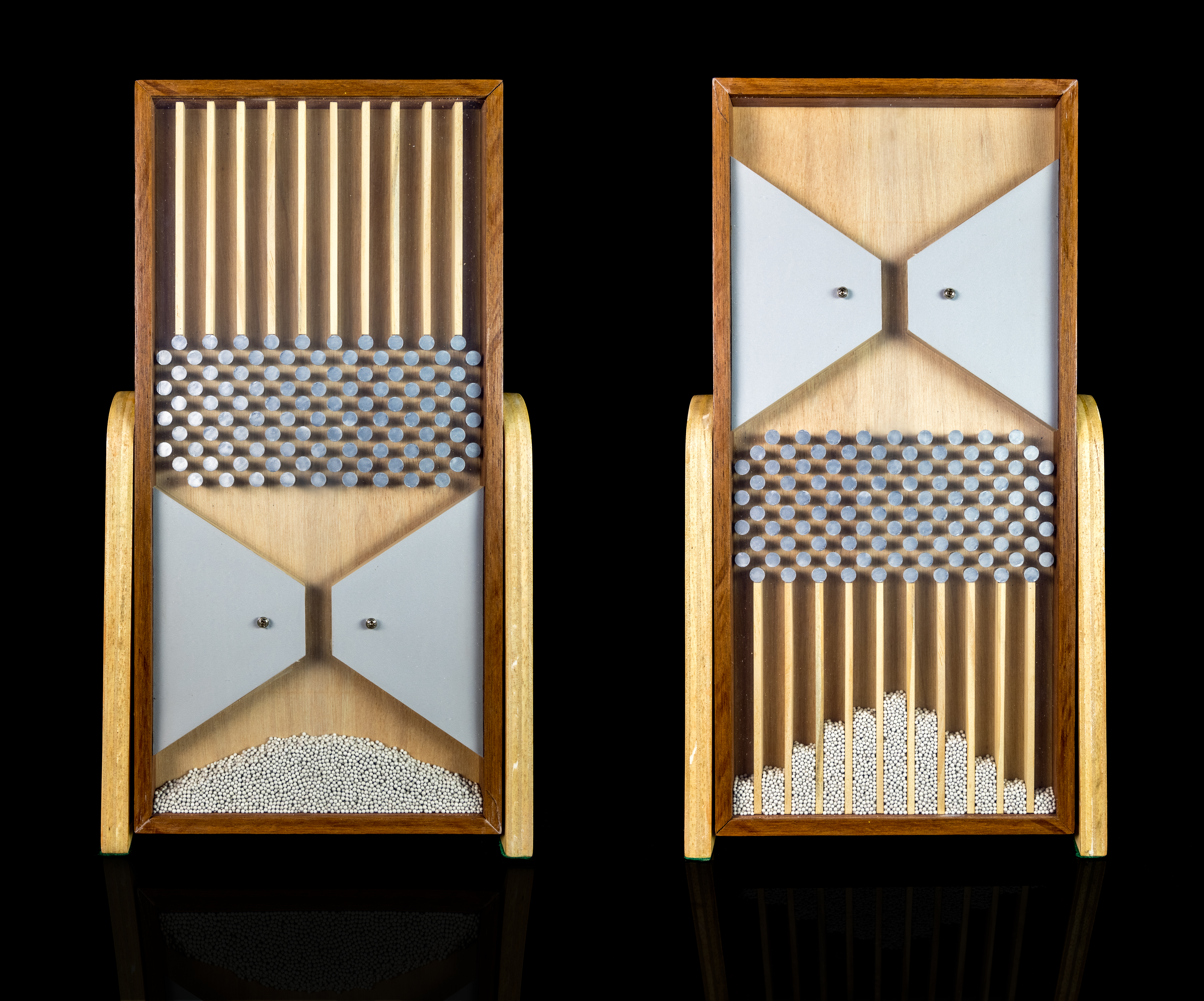
Prima e dopo l'accensione
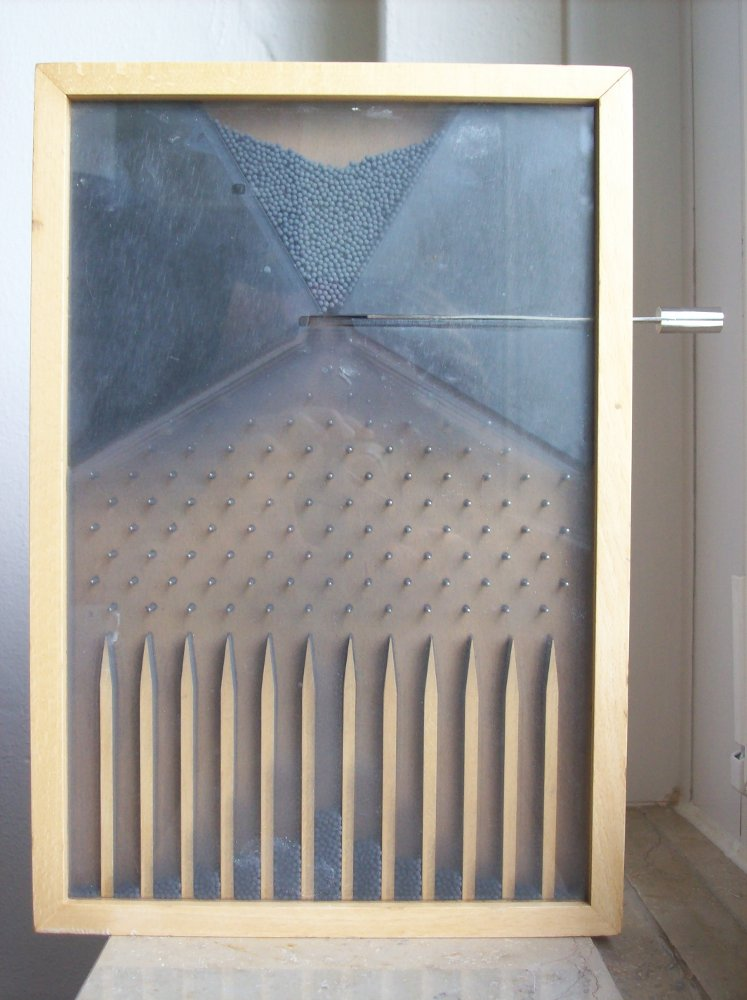
Un modello funzionante di macchina di Galton
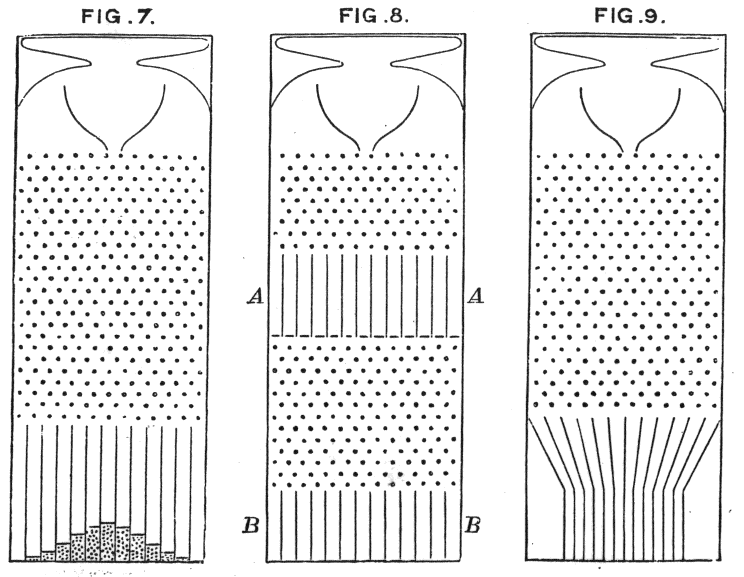
La macchina in un'illustrazione disegnata proprio da Sir Francis Galton